# Hào
Hào là đơn vị tiền tệ của Việt Nam Dân chủ Cộng hòa. Một hào tương đương với 10 xu và tương đương với 0,1 đồng. Tiền hào có hai loại gồm: tiền đồng và tiền giấy. Tiền hào có các mệnh giá: 1 hào, 2 hào và 5 hào. Ngày trước, tiền hào được sử dụng rất thông dụng ở Việt Nam. Mặt trước của tờ tiền hào thường là biểu tượng quốc huy của nước Việt Nam.
Vì có mệnh giá rất nhỏ nên từ năm 1986 đến nay, Ngân hàng Nhà nước Việt Nam đã ngừng phát hành loại tiền này.